# Li Mohua
Li Mohua (19 febbraio 1996) è una pallavolista cinese.
Gioca nel ruolo di schiacciatrice nello Shanghai Dong Hao Lansheng Nuzi Paiqiu Julebu.

## Carriera
la carriera di Li Mohua inizia nel settore giovanile dello Shanghai Sheng Paiqiu Dui, dove gioca dal 2006 al 2014. Nella stagione 2014-15 viene promossa in prima squadra e fa il suo esordio in Volleyball League A, raggiungendo le finali scudetto.